# Seigneurie de Sainte-Anne-de-la-Pérade
Pour les articles homonymes, voir Sainte-Anne.
La Seigneurie de Sainte-Anne-de-la-Pérade était située sur la rive-nord du fleuve Saint-Laurent, entre Trois-Rivières et Québec, en la province de Québec, Canada. Le front sud de la seigneurie était en bordure du fleuve Saint-Laurent. La profondeur de la seigneurie se dirigeait vers le nord, en parallèle à la Seigneurie de Batiscan (côté ouest). La limite nord de la Seigneurie de Sainte-Anne-de-la-Pérade s'arrêtait à la limite nord-ouest du rang Saint-Joseph, à Sainte-Thècle. En comparaison, la seigneurie de Batiscan s'étendait sur 20 lieues, au-delà de la rivière Saint-Maurice. La limite ouest de la seigneurie coupait la rivière Batiscan à la hauteur des rapides du Manitou, entre Saint-Adelphe et Saint-Stanislas (Les Chenaux). Les seigneuries de la rive-nord du fleuve Saint-Laurent relevaient de la division administrative seigneuriale de Trois-Rivières.
La Seigneurie de Sainte-Anne-de-la-Pérade était subdivisée en deux:
1. moitié Ouest de la Seigneurie était située entre la Seigneurie de Sainte-Marie, la Seigneurie de Batiscan (à l'ouest) et de la moitié Est de la Seigneurie de Sainte-Anne-de-la-Pérade;
2. moitié Est de la Seigneurie longeait la moitié Ouest.
Ces deux territoires relèvent aujourd'hui de la municipalité de Sainte-Anne-de-la-Pérade, dans la MRC Les Chenaux, dans la région administrative de la Mauricie.
Établi en 1627 en Nouvelle-France et aboli en 1854, le régime seigneurial permettait à l'État de diviser le territoire en fiefs et seigneuries afin de soutenir l'élan de colonisation. Cette institution seigneuriale permettait la distribution et l'occupation des terres en contrôlant le développement. Dans chaque fiefs ou seigneuries, les seigneurs attribuaient par actes notariés des lots aux colons les plus offrants (système de redevances). Ces derniers pouvaient les relouer à d'autres colons. La personne qui se faisait octroyé par l'État un territoire devenait seigneur. Le contrat de concession l'obligeait à mettre en exploitation sa seigneurie.
Le régime seigneurial s'inspire du système féodal qui assujettissait le censitaire (désigné "habitant" en Nouvelle-France) au seigneur. Basé sur le principe de l'entreprenariat[Quoi ?], le régime seigneurial stimulait les efforts de colonisation.

## Toponymie
Le toponyme "Seigneurie de Sainte-Anne-de-la-Pérade" tire son nom de la rivière Sainte-Anne (Mauricie) qui se déverse dans le fleuve Saint-Laurent (rive-nord) à la hauteur de Sainte-Anne-de-la-Pérade, située à une cinquantaine de kilomètres à l'Est de Trois-Rivières. Prenant sa source au lac Sainte-Anne (dans la réserve faunique des Laurentides), la rivière Sainte-Anne (Mauricie) suit un parcours d'environ 120 km. La rivière traverse les municipalités de Saint-Alban, de Saint-Casimir et de Sainte-Anne-de-la-Pérade.
En 1609, cette rivière a été désignée "Sainte-Marie" par Samuel de Champlain, sans émettre de motif. Il réitéra cette même appellation dans son ouvrage de 1632, titrée "Les Voyages de la Nouvelle-France occidentale dite Canada". Tandis que la carte dessinée vers 1641 par Jean Bourdon qui décrit le cours du fleuve Saint-Laurent, entre Tadoussac et Montréal, désigne la rivière "R St Anne", sans explication de l'origine de toponyme chrétien. Finalement, ce dernière dénomination s'impose. Dans l'usage populaire, la rivière est désignée "Sainte-Anne de la Pérade" à cause de son embouchure située dans la municipalité du même nom.
Le toponyme "Seigneurie de Sainte-Anne-de-la-Pérade" a été officialisé le 3 février 1983 au registre des noms de lieux de la Commission de toponymie du Québec.

## Histoire

### Mouvement de colonisation
La colonisation de cette seigneurie de Sainte-Anne-de-la-Pérade a débuté par un premier rang de front sur la rive nord du fleuve Saint-Laurent. Le second rang n'a pu s'implanter à cause de la nature marécageuse (comportant des tourbières) des terrains à coloniser. Dans une deuxième étape de colonisation, les colons ont préféré s'établir le long de la rivière Sainte-Anne (Mauricie). Puis, l'expansion vers les deuxièmes rangs (en s'éloignant des cours d'eau s'orienta plutôt vers la rivière Charest et sa branche principale le ruisseau Gendron. Ce dernier prend sa source en haut de la morraine, dans le territoire de Saint-Stanislas (côté est de la rivière Batiscan), descend dans la morraine et traverse le village de Saint-Prosper-de-Champlain avant de se déverser dans la rivière Charest, presque à son embouchure. Cette dernière se déverse dans la rivière Sainte-Anne (Mauricie).
La voie de transport terrestre la plus favorable pour passer du fleuve Saint-Laurent au secteur de la rivière des Envies est de traverser la morraine (environ un kilomètre) à l'ouest du village de Saint-Prosper-de-Champlain, sur le parcours de la route 159 actuelle. Le chemin du rang St-Auguste situé au pied de la morraine et en parallèle à celle-ci permet de relier le village de Saint-Prosper-de-Champlain et Sainte-Geneviève-de-Batiscan (par le chemin de la rivière à Veillet).

### Éphémérides
1. Vers 1666, Jean Talon concède la seigneurie à Michel Gamelain[6].
2. 1667, premières installations des pionniers sur le territoire de la Seigneurie. Dans la seigneurie de Champlain, la colonisation débuta en 1664 et dans la seigneurie de Sainte-Marie, en juillet 1669.
3. Le 29 septembre 1670 Edmond de Suève et Thomas Tarieu de Lanaudière achète la seigneurie de Michel Gamelain[7]
4. Le 29 octobre 1672, l'intendant de la Nouvelle-France Jean Talon concède officiellement les droits seigneuriaux à Edmond de Suève et Thomas Tarieu de Lanaudière. L'étendue de la seigneurie est de 1,5 lieue de front sur 1 lieue de profondeur, à la rivière Sainte-Anne (Mauricie).
5. Le 4 mars 1697, le gouvernement de Trois-Rivières autorise un agrandissement de 3 lieues de profondeur, qui est concédé par le gouverneur Frontenac et l'intendant Champigny à Marguerite Denis, veuve de Thomas Tarieu de Lanaudière.
6. Le 6 avril 1697, le gouvernement de Trois-Rivières concède les îles sur le fleuve Saint-Laurent, situées devant la seigneurie. Cette nouvelle concession sera attestée officiellement le 30 octobre 1700.
7. L'ordonnance du 8 janvier 1710, accorde à Pierre-Thomas Tarieu de la Pérade la jouissance des îles devant la seigneurie, alors que le coseigneur, François Chorel de Saint-Romain, dit d'Orvilliers, se voit débouter. Une augmentation, au 30 octobre 1700, correspond à la seigneurie Tarieu[8].
8. 10 novembre 1772 - Charles-François Tarieu de Lanaudière transfère les droits sur la Seigneurie à son fils Charles-Louis de Lanaudière.
9. 13 févr. 1781 - Charles-Louis de Lanaudière possède entièrement les droits de la Seigneurie.
10. 11 novembre 1811 - Étant fille unique, Marie-Anne Tarieu de Lanaudière acquiert par succession les droits seigneuriaux de son père Charles-Louis de Lanaudière.
11. 27 septembre 1819 - Marie-Anne Tarieu de Lanaudière vend ses droits sur la seigneurie de Sainte-Anne-de-la-Pérade à John Hale.
12. 24 décembre 1838 - À la suite du décès de John Hale, la Seigneurie de Sainte-Anne-de-la-Pérade est dorénavant détenue en copropriété par ses enfants: George Carleton, Edward, Jeffery, Bernard, Richard, William Amherst, Francis, Isabelle, Mary et Henry.
13. 18 décembre 1854 - Abolition du régime seigneurial dans le Bas-Canada.

La paroisse catholique de Sainte-Anne-de-la-Pérade a été constituée canoniquement en 1714. L'érection civile de la municipalité de paroisse date de 1845. En 1912, la municipalité du village de La Pérade est constituée. Finalement, cette dernière se fusionne en 1989 avec la municipalité de la paroisse Sainte-Anne-de-la-Pérade.
Le domaine seigneurial Sainte-Anne, situé au 910, rue Sainte-Anne, offre diverses activités culturelles publiques.